# Vulcanimicrobiota
Phylum
Les Vulcanimicrobiota sont un phylum de bactéries.

## Liste des classes
Selon LPSN (7 mai 2025), le phylum Vulcanimicrobiota ne comprend qu'une seule classe :
- Vulcanimicrobiia Yabe et al. 2024

## Taxonomie
Le nom correct complet (avec auteur) de ce taxon est Vulcanimicrobiota Yabe et al. 2024.
Le genre type de ce phylum est Vulcanimicrobium décrit par Yabe et al. en 2023.
Vulcanimicrobiota a pour synonymes :
- Candidatus Eremiobacteraeota Ji et al. 2017
- Candidatus Eremiobacterota corrig. Ji et al. 2017

### Étymologie
L'étymologie du nom de ce phylum est la suivante : Vul.ca.ni.mi.cro.bi.o’ta. N.L. neut. n. Vulcanimicrobium, nom du genre bactérien; L. neut. pl. n. suff. -ota, suffixe pour définir un phylum; N.L. neut. pl. n. Vulcanimicrobiota, le phylum de Vulcanimicrobium.

## Publication originale
- (en) S Yabe, K Muto, K Abe, A Yokota, H Staudigel et BM. Tebo, « Correction: Vulcanimicrobium alpinus gen. nov. sp. nov., the first cultivated representative of the candidate phylum "Eremiobacterota", is a metabolically versatile aerobic anoxygenic phototroph. », ISME Commun, vol. 3,‎ 2023, p. 102 (DOI 10.1038/s43705-022-00201-9).